# 1874 في الولايات المتحدة
فيما يلي قوائم الأحداث التي وقعت خلال عام 1874 في الولايات المتحدة.

## سياسة

### تعيين في المنصب
- 1 يناير – جيمس كمبر حاكم فرجينيا [الإنجليزية]‏.
- 12 يناير – ويليام آلن حاكم ولاية أوهايو  [لغات أخرى]‏.
- 21 يناير – موريسون ويت رئيس المحكمة العليا للولايات المتحدة.
- 4 يونيو – بنيامين بريستو وزير الخزانة الأمريكي.

### انتهاء فترة المنصب
- 7 يناير – سيدني بيرهام حاكم مين [الإنجليزية]‏.
- 12 يناير – إدوارد فولانسبي نويز حاكم ولاية أوهايو  [لغات أخرى]‏.
- 22 يونيو – جون كريسويل مدير مكتب البريد العام في الولايات المتحدة [الإنجليزية]‏.
- 12 نوفمبر – إليشا باكستر حاكم أركنساس  [لغات أخرى]‏.
- 31 ديسمبر – جون آدمز ديكس حاكم نيويورك [الإنجليزية]‏.

## مواليد

### يناير
- 1 يناير – فرانك نوكس سياسي أمريكي.
- 4 يناير – جورج ك بورغيس فيزيائي أمريكي.
- 5 يناير – جوزف إيرلنغر
- 6 يناير – أوله هانسون سياسي أمريكي.
- 14 يناير – ثورنتون بورغيس
- 29 يناير – جون روكفلر ممول وفاعل خير أمريكي.

### فبراير
- 3 فبراير – جيرترود شتاين
- 17 فبراير – توماس جون واتسون، الأب رجل أعمال أمريكي.
- 19 فبراير – كارل ستوكديل ممثل أمريكي.
- 24 فبراير – هوناس واجنر لاعب كرة قاعدة من الولايات المتحدة الأمريكية.

### مارس
- 3 مارس – هنري ستانلي بلومر طبيب باطني من الولايات المتحدة الأمريكية.
- 4 مارس – هيلين هيلويج لاعبة كرة مضرب من الولايات المتحدة.
- 19 مارس – آرثر هويت
- 26 مارس – روبرت فروست شاعر أمريكي.
- 29 مارس – لو هوفر سياسية من الولايات المتحدة الأمريكية.

### أبريل
- 2 أبريل – فرانك إلمور روس
- 5 أبريل – جيسي هولمان جونز سياسي أمريكي.

### مايو
- 27 مايو – داستن فارنوم

### يونيو
- 8 يونيو – وليام فرانكلين وايت عالم نبات أمريكي.
- 17 يونيو – غرانت ميتشيل ممثل أمريكي.

### يوليو
- 6 يوليو – جوزيف طومسون

### أغسطس
- 6 أغسطس – تشارلز فورت كاتب أمريكي.
- 10 أغسطس – هربرت هوفر سياسي أمريكي.
- 31 أغسطس – إدوارد لي ثورندايك عالم نفس أمريكي.

### سبتمبر
- 9 سبتمبر – وليام د ميتشل سياسي أمريكي.
- 12 سبتمبر – هنري غيل
- 26 سبتمبر – لويس هاين

### أكتوبر
- 11 أكتوبر – فرانك براونلي
- 20 أكتوبر – تشارلز آيفز
- 23 أكتوبر – بيلي بينيت
- 27 أكتوبر – أوين يونغ

### نوفمبر
- 7 نوفمبر – جورج صامويل كلاسون
- 9 نوفمبر – ألبرت فرانسيس بليكسلي عالم نبات أمريكي.
- 10 نوفمبر – دونالد باكستر ماكميلان مستكشف أمريكي.
- 15 نوفمبر – تشارلز إدوارد ميريام عالم سياسة من الولايات المتحدة الأمريكية.
- 18 نوفمبر – كلارنس شبرد داي كاتب أمريكي.
- 25 نوفمبر – جو غانس ملاكم من الولايات المتحدة الأمريكية.
- 30 نوفمبر – لويد إنغراهام

### ديسمبر
- 8 ديسمبر – جو كونور لاعب كرة قاعدة من الولايات المتحدة الأمريكية.
- 10 ديسمبر – والتر جايتون كادي فيزيائي أمريكي.
- 21 ديسمبر – لين جوزيف فريزر سياسي أمريكي.

## وفيات

### يناير
- 6 يناير – روبرت ايميت بلدسو بايلور (مواليد 1793) سياسي أمريكي.
- 11 يناير – جيل بوردن (مواليد 1801) مخترع من الولايات المتحدة الأمريكية.

### فبراير
- 24 فبراير – جون باكمان (مواليد 1790)

### مارس
- 8 مارس – ميلارد فيلمور (مواليد 1800) سياسي أمريكي.

### مايو
- 20 مايو – جون جي وود (مواليد 1784) سياسي أمريكي.

### سبتمبر
- 15 سبتمبر – بنيامين روبنز كورتيس (مواليد 1809) سياسي أمريكي.

### نوفمبر
- 1 نوفمبر – إنوس طومسون ثروب (مواليد 1784) سياسي أمريكي.
- 20 نوفمبر – جاكسون مورتون (مواليد 1794) سياسي أمريكي.

### ديسمبر
- 9 ديسمبر – عزرا كورنيل (مواليد 1807) سياسي من الولايات المتحدة الأمريكية.
- 28 ديسمبر – جيريت سميث (مواليد 1797) سياسي أمريكي.